# 排错
排错，或稱除錯、故障排除，是解决问题的一种形式，它在系统管理、电子工程和软件工程等领域有广泛应用。
排错过程一般要求参与者熟悉系统的正常运作状态及近期的变更历史，并通过系统排除的方法将问题一步步简化。